# Isoscelipteron okamotonis
Isoscelipteron okamotonis là một loài côn trùng trong họ Berothidae thuộc bộ Neuroptera. Loài này được Nakahara miêu tả năm 1914.